# Theodor Nöldeke
Theodor Nöldeke (Hamburg-Harburg, 2 maart 1836 – Karlsruhe, 25 december 1930) was een Duitse oriëntalist en Bijbelwetenschapper. Zijn onderzoeksbelangstelling varieerde van het Oude Testament naar Semitische talen en Arabische, Perzische en Syrische literatuur. Nöldeke vertaalde verscheidene belangrijke werken van oosterse literatuur en werd tijdens zijn leven gezien als een vooraanstaand oriëntalist. Hij schreef verschillende verhandelingen, waaronder over de Koran, en droeg verschillende artikelen bij aan de Encyclopædia Britannica. 
Nöldeke werkte mee aan vele projecten, onder andere aan Michael Jan de Goejes gepubliceerde editie van Tabari's Tarikh (een wereldgeschiedenis vanaf de schepping tot ongeveer 915), waarvoor hij het hoofdstuk over de Sassaniden vertaalde. Deze vertaling blijft nog van grote waarde, vooral voor het uitgebreide bijgevoegde commentaar. Zijn vele leerlingen waren onder meer Charles Cutler Torrey, Louis Ginzberg en Friedrich Zacharias Schwally. Hij vertrouwde aan Schwally de voortzetting van zijn standaardwerk De geschiedenis van de Koran toe.

## Biografie
In 1853 rondde Nöldeke zijn Gymnasium Georgianum in Lingen (Ems) af en ging studeren aan de Universiteit van Göttingen onder Heinrich Ewald en later aan de Universiteit van Wenen, de Universiteit Leiden en de Humboldtuniversiteit te Berlijn. In 1864 werd hij hoogleraar aan de Universiteit van Kiel en vanaf 1872 aan de Universiteit van Straatsburg totdat hij op 70-jarige leeftijd met pensioen ging.
Nöldeke had tien kinderen, van wie er zes eerder overleden dan hijzelf. Zijn zoon Arnold Nöldeke werd rechter en was senator van Hamburg tijdens de Weimarrepubliek.

## Onderscheidingen
- 1859 - wint de Franse prijs van de Académie des Inscriptions et Belles-Lettres voor zijn Histoire du Coran (Geschiedenis van de Koran) en Semitische talen en de geschiedenis en beschaving van de islam.
- 1860 - Duitse editie Geschichte des Qorâns in Göttingen gepubliceerd met toevoegingen.
- 1861 - lezingen aan de Universiteit van Göttingen.
- 1864 - bijzonder hoogleraar aan de Universiteit van Göttingen.
- 1868 - gewoon hoogleraar aan de Universiteit van Kiel; Grammatik der neusyrischen Sprache gepubliceerd.
- 1872 - voorzitter van Oosterse Talen aan de Universiteit van Straatsburg (neemt ontslag in 1906).
- 1874 - Mandäische Grammatik gepubliceerd.
- 1879 - extern lid van de Bayerische Akademie der Wissenschaften.
- 1881–1882 - vertaalt Tabari's Tarikh van het Arabisch naar het Duits.
- 1888 - lid van de Pruisische orde Pour le Mérite voor Wetenschap en Kunsten.
- 1892 - eredoctoraat verkregen van de Universiteit van Edinburgh.
- 1893 - aangesteld tot extern lid van de Accademia Nazionale dei Lincei in Rome.
- 1920 - geassocieerd lid van de Heidelberger Akademie der Wissenschaften.
- 1926 - eredoctoraat verkregen van de Russische Academie van Wetenschappen – hij was al sinds 1885 corresponderend lid; ereburger van de stad Harburg (nu onderdeel van Hamburg).

## Geselecteerde werken
- Encyclopædia Britannica, verscheidene vroege essays en artikelen over de Koran, samen met anderen, opnieuw gepubliceerd in het academisch tijdschrift Oriental Sketches.
- Geschichte des Qorâns (1860; Leipzig, Dieterich, 2e rev. ed., 1909-38; Engelse vertaling van Wolfgang H. Behn: The History of the Qurʾān, Leiden: Brill 2013)
- Das Leben Mohammeds  ("Leven van Mohammed", Duitse tekst; Hannover, Rümpler, 1863)
- Beiträge zur Kenntnis der Poesie der alten Araber. (Hannover, Carl Rümpler, 1864)
- Die alttestamentliche Literatur (1868)
- Untersuchungen zur Kritik des Alten Testaments (1869)
- Histoire Littéraire de L'ancien Testament; Frans (Parijs, Sandoz et Fischbacher, 1873)
- Geschichte der Perser und Araber zur Zeit der Sasaniden. Aus der arabischen Chronik des Tabari übersetzt (1879)
- Kurzgefasste syrische Grammatik (Duits; Leipzig, T.O. Weigel, 1880)
- Review of J. Wellhausen's Reste Arabischen Heidentums (1887) in ZDMG, Vol. 41 (1887), pp. 707–26.
- Aufsätze zur persischen Geschichte (Leipzig, 1887); artikelen over Perzië.
- Sketches from Eastern History (Londen & Edinburgh, Adam And Charles Black, 1892)
- A Servile War in the East [The Zanj Slave Uprising in 9th Century Mesopotamia] (Engelse vertaling: John Sutherland Black; verschenen als hoofdstuk 5 in Sketches from Eastern History; 1892)
- Zur Grammatik des klassischen Arabisch (1896)
- Fünf Mo'allaqat, übersetzt und erklärt (1899–1901)
- Artikelen in de Encyclopaedia Biblica (1903)
- Beiträge zur semitischen Sprachwissenschaft (1904)
- Compendious Syriac Grammar (1880, 1888, 1904 [vertaling])
- Kalila wa Dimna (Straatsburg, Trübner, 1912)
- Israel und die Völker nach jüdischer Lehre co-auteur August Wünsche; red., Joseph S Bloch; (Berlijn, Wenen, 1922)

Hij droeg vaak bij aan het Zeitschrift der Deutschen Morgenländischen Gesellschaft, de Göttingische gelehrte Anzeigen en de Expositor.

## Nöldeke-chronologie
De Nöldeke-chronologie is een "canonieke ordening" van de 114 soera's van de Koran in de volgorde waarin ze zouden zijn geopenbaard. De chronologie is bedoeld om theologisch, literair en historisch onderzoek van de Koranische exegese te ondersteunen door de structurele samenhang te verbeteren. De Nöldeke-chronologie wordt in sommige academische kringen gehanteerd als algemene richtlijn bij modern onderzoek. De Egyptische Editie, opgesteld in 1924, is overgenomen van Nöldekes werk. Nöldeke beschouwde de soera's vanuit het perspectief van de inhoud en stilistische ontwikkeling en taalkundige oorsprong om ze te herindelen in de historische volgorde van openbaring. Volgens zijn systeem wordt Soera De Profeten (soera 21) omgenummerd tot '65'. Zijn chronologie verdeelt de soera's onder in twee periodes: de Mekkaanse (in drie fasen) en de Medinese.
De Nöldeke-chronologie van de Koran: vier groepen van de 114 soera's:
- Groep 1. Eerste Mekkaanse Periode (48 soera's): soera 96; 74; 111; 106; 108; 104; 107; 102; 105; 92; 90; 94; 93; 97; 86; 91; 80; 68; 87; 95; 103; 85; 73; 101; 99; 82; 81; 53; 84; 100; 79; 77; 78; 88; 89; 75; 83; 69; 51; 52; 56; 70; 55; 112; 109; 113; 114; 1
- Groep 2. Tweede Mekkaanse Periode (21 soera's): 54; 37; 71; 76; 44; 50; 20; 26; 15; 19; 38; 36; 43; 72; 67; 23; 21; 25; 17; 27; 18
- Groep 3. Derde Mekkaanse Periode (21 soera's): 32; 41; 45; 16; 30; 11; 14; 12; 40; 28; 39; 29; 31; 42; 10; 34; 35; 7; 46; 6; 13
- Groep 4. Medinese Periode (24 soera's): 2; 98; 64; 62; 8; 47; 3; 61; 57; 4; 65; 59; 33; 63; 24; 58; 22; 48; 66; 60; 110; 49; 9; 5